# 蜀州 (隋朝)
蜀州，隋朝时设置的州。
开皇初改汶州置，治所在广阳县（今四川省茂县西北）。辖境相当今四川省茂县、汶川、北川等县和理县部分地区。开皇五年（585年）改为会州。